# Marie de Cleves, Prințesă Condé
Marie de Cleves sau de Nevers (Marie de Clèves, Marie de Nevers) (1553–1574), prin căsătorie Prințesă Condé, a fost soția lui Henric, Prinț de Condé, și o dragoste timpurie a regelui Henric al III-lea al Franței. Ea a fost ultimul copil al lui Francisc I de Cleves, Duce de Nevers și a Margaretei de Bourbon-Vendôme, sora mai mare a lui Antoine de Navara.
Surorile ei mai mari au fost Henriette de Cleves și Catherine de Cleves. Regele Henric al IV-lea a fost vărul ei primar pe linie maternă, iar Anne de Cleves, a patra soție a regelui Henric al VIII-lea al Angliei, a fost verișoara sa de-a doua. Cumnații ei au fost Henric I, Duce de Guise și Louis Gonzaga, Duce de Nevers.
A fost crescută de mătușa ei, regina Ioana a III-a a Navarei, care a crescut-o în religie calvinistă. În 1572 s-a căsătorit printr-o ceremonie calvinistă cu vărul ei primar, Henri I de Bourbon, Prinț de Condé, Duce d'Enghien. Câteva luni mai târziu, după masacrul de Sf. Bartolomeu, cuplul a fost convertit cu forța la romano-catolicism și s-a recăsătorit în conformitate cu ritualurile catolice. Când soțul ei a fugit de la Curte și s-a alăturat cauzei protestante, ea a refuzat și a rămas la Curte, rămânând catolică tot restul vieții ei.
Cunoscută pentru frumusețea ei, Marie a atras atenția tânărului Henric, Duce de Anjou, viitorul rege Henric al III-lea al Franței, cândva înainte de anul 1574. După urcarea lui pe tron mai târziu în acel an, Henric a avut intenția să înlesnească divorțul Mariei, pentru a se căsători el însuși cu ea. Maria a murit în 30 octombrie 1574, înainte ca el să-și pună în aplicare planul. Diferite surse arată că moartea ei a fost provocată fie de o infecție pulmonară, fie de complicații la naștere: Marie născuse de curând primul copil ai ei și al lui Henric, Catherine (1574-1595), marchiză d'Isles.
Soțul ei Henric, se va recăsători cu Charlotte de la Trémoille (1568−1629), în timp ce regele Henric al III-lea va purta doliu câteva luni, apoi se va căsători cu Louise de Lorena-Vaudémont, care semăna foarte mult cu Marie.

## Legături externe
- Articol de la SIEFAR despre Maria de Cleves (franceză) Arhivat în 26 aprilie 2014, la Wayback Machine.